# Węgierki (gromada)
Węgierki – dawna gromada, czyli najmniejsza jednostka podziału terytorialnego Polskiej Rzeczypospolitej Ludowej w latach 1954–1972.
Gromady, z gromadzkimi radami narodowymi (GRN) jako organami władzy najniższego stopnia na wsi, funkcjonowały od reformy reorganizującej administrację wiejską przeprowadzonej jesienią 1954 do momentu ich zniesienia z dniem 1 stycznia 1973, tym samym wypierając organizację gminną w latach 1954–1972.
Gromadę Węgierki z siedzibą GRN w Węgierkach utworzono – jako jedną z 8759 gromad na obszarze Polski – w powiecie wrzesińskim w woj. poznańskim, na mocy uchwały nr 42/54 WRN w Poznaniu z dnia 5 października 1954. W skład jednostki weszły obszary dotychczasowych gromad Bierzglin, Gutowo Wielkie, Otoczna i Węgierki ze zniesionej gminy Września-Południe, miejscowość Broniszewo i niektóre parcele z kart 2-3 obrębu Sędziwojewo z dotychczasowej gromady Sędziwojewo oraz niektóre parcele z kart 5-6 obrębu Gutowo Małe z dotychczasowej gromady Gutowo Małe ze zniesionej gminy Września-Północ, wreszcie miejscowość Gonice z dotychczasowej gromady Chwałkowice oraz miejscowość Goniczki z dotychczasowej gromady Goniczki ze zniesionej gminy Strzałkowo – w tymże powiecie. Dla gromady ustalono 15 członków gromadzkiej rady narodowej.
1 stycznia 1958 do gromady Węgierki włączono część obszaru miejscowości Sędziwojewo (745,8400 ha) z gromady Grzybowo w tymże powiecie.
31 grudnia 1971 gromadę zniesiono, a jej obszar włączono do gromady Września-Południe w tymże powiecie.